# Homer the Vigilante
«Homer the Vigilante» (рус. Гомер и „Комитет бдительности“) — одиннадцатый эпизод пятого сезона мультсериала «Симпсоны».

## Сюжет
По Спрингфилду прокатывается серия ограблений, организованных Спрингфилдским взломщиком, касающаяся и семьи Симпсонов. Среди похищенных предметов: саксофон Лизы, жемчужное ожерелье Мардж, коллекция марок Барта и телевизор семьи. В ответ на ограбления жители Спрингфилда вооружаются и устанавливают новые защитные устройства. Благодаря Фландерсу создан «Комитет бдительности», лидером которой избирают Гомера. «Комитет бдительности» патрулирует улицы, но его члены нарушают законы больше, чем ловят преступников, превращаясь в вигилантов. Когда Гомер даёт интервью Кенту Брокману в передаче «Smartline», раздаётся звонок от взломщика, который сообщает, что украдёт самый большой в мире кубический цирконий из Спрингфилдского музея.
Гомер и «Комитет бдительности» охраняют музей. Дедушка, Джаспер Бердли и ещё один старик просятся помочь, но Гомер просит их уйти, так как они стары. Несколько минут спустя Гомер видит пьющих пиво подростков. Он уходит с поста, чтобы остановить их, но вместо этого напивается. В это время взломщик крадёт драгоценный камень. Недовольные граждане обвиняют Гомера и закидывают его овощами. В этот же день к Гомеру приходит Дедушка и рассказывает, что знает взломщика. Это Мэллой — обитатель дома престарелых, пришедший вместе с Дедушкой и Джаспером помочь Гомеру в поисках.
Гомер ловит в доме престарелых Мэллоя, и тот отдаёт все украденные вещи их владельцам. Шеф Виггам арестовывает его, и, сидя в камере, Мэллой говорит полицейским и Гомеру, что добыча спрятана под гигантской буквой «Т» где-то в Спрингфилде. Все жители Спрингфилда бегут к букве в надежде забрать сокровища себе. Во время раскопок они находят шкатулку с запиской, в которой написано, что сокровищ не существует, а Мэллой уже сбежал, однако некоторые продолжают копать в надежде найти клад глубже.

## Культурные отсылки
- Персонаж Мэллоя основан на персонаже Дэвида Найвена Раффлесе из одноимённого фильма.
- Во время похищения играет музыка из фильма «Розовая Пантера».
- Фландерс говорит, что у него украли пляжные полотенца в виде туринской плащаницы.
- Мечта Гомера лететь на ядерной бомбе — отсылка к сцене из фильма «Доктор Стрейнджлав, или Как я перестал бояться и полюбил бомбу».
- В этом эпизоде существует несколько отсылок к фильму «Этот безумный, безумный, безумный, безумный мир»: жители Спрингфилда охотятся за сокровищами под буквой «Т», и Барт, заставляющий Фила Сильверса, ведущего себя, как персонаж из этого фильма, везти автомобиль в реку.

## Отношение критиков и публики
При своём первоначальном американском показе эпизод стал 41-м, с 11,5 миллионами из 12,2 возможных по рейтингу Нильсена. Это был самый высокий рейтинг шоу в сети Fox за ту неделю. Эпизод получил в основном положительные отзывы от критиков. Авторы книги «I Can’t Believe It’s a Bigger and Better Updated Unofficial Simpsons Guide» Уэрэн Мартин и Адриан Вуд написали: «Нам немного недостаёт центра внимания, но было множество удовлетворительных штук. Нам нравится профессор Фринк с системой безопасности домов и изображение Виггама таким бесполезным». Гид DVD Movie Колин Якобсон написал: «После многих серий Симпсонов эпизод имеет больший центр внимания. Это не так хорош, как его непосредственный предшественник, но тем не менее сильный. Большая часть юмора исходит от власти Гомера и злоупотреблением ею. А также от реакции Гомера на игру Лизы на жбане». Критик Currentfilm.com написал: «Хотя эпизод кажется любимцем зрителей, я думаю, что несколько смешных моментов разбросаны по всему эпизоду». Лэс Уинэн из Box Office Prophets признала лучшими эпизодами 5 сезона «Homer the Vigilante», «Cape Feare», «Homer Goes to College», «$pringfield (Or, How I Learned to Stop Worrying and Love Legalized Gambling)» и «Deep Space Homer». Майк Чэпл из «Liverpool Daily Post» признал лучшими эпизодами «Homer the Vigilante», «Bart Gets an Elephant» и «Burns’ Heir». Патрик Бромли из DVD Verdict дал эпизоду оценку B. Билл Гиброн из DVD Talk дал 4 из 5.